# Ксенија Симонова
Ксенија Симонова (рус. Ксе́ния Алекса́ндровна Си́монова; Јевпаторија, 22. април 1985) је украјинска и руска сликарка, графичар, аниматор, најпознатија је по цртању на песку. Победница је ТВ такмичења Украјина има таленат 2009. (српска верзија Ја имам таленат). Такође, дошла је до финала шоу Америка има таленат: Шампиони 2019. године и британске верзије истог пројекта.

## Биографија
Ксенија је рођена 22. априла 1985. године на Криму (Руска федерација). Говори руски и украјински језик. Љубав према уметности је наследила од мајке. Желела је да се бави неком новом врстом уметности, за коју јој неће бити потребне ни оловке ни боја. Због недостатка средстава морала је да угаси часопис који је покренула са својим мужем Игором. Тада је открила уметност цртежа на песку. У почетку јој је било врло тешко. Тражила је одговарајући песак за рад - прво морски, па затим речни, док Игор једне вечери није нашао на интернету вулкански песак. Продао је скоро сав материјал који им је служио за часопис како би јој обезбедио три килограма вулканског песка. Ксенија је више пута истицала да је преко дана била обична мајка која води бригу о свом детету и породици. Ноћ је користила за вежбање и прављење пешчаних цртежа.
Тренутак када је победила у ријалити-шоуу Украјина има таленат 2009. јој је променио живот. Публику је фасцинирала својим брзим покретима руке, уз помоћ којих ствара слике. Њене пешчане анимације засноване су на сталним трансформацијама слика, које причају приче. Читав перформанс је пропраћен музиком, што Ксенијином раду даје додатну емотивну ноту.
Бави се хуманитарним радом и помаже деци која су оболела од рака, артритиса и других болести. Помаже сиротишта и била је једна од чланица митинга „Украјина без абортуса“ (2011). Добитница је многобројних награда у Украјини, Русији и на Криму.
Симонова је учествовала као део наступа Украјине на Песми Евровизије 2011. у Диселдорфу, заједно са са певачицом Миком Њутон, где су заузели 4. место. Такође, на Песми Евровизије 2019. у Тел Авиву је била део наступа Молдавије са певачицом Аном Одобеску, али нису успели да се пласирају у финале.